# Zahrada břevnovského kláštera
Břevnovská klášterní zahrada a sad, dříve také Svatomarkétská zahrada v Břevnově tvoří areál společně s kostelem a klášterem, od roku 1991 jsou chráněny jako jedna národní kulturní památka České republiky. Dělí se na horní areál, který tvoří neudržovaný lesopark, na severozápadě, sousedící se hřbitovem, při ulici Na Větrníku se studentskými kolejemi, a udržovaná část, označovaná jako Břevnovský sad, a spodní klášterní zahrada, která má svou klauzurní část, na rozdíl od horních partií lépe oplocenou a se dvěma uzamykatelnými vchody, která je přístupná jen během dne.

## Základní informace
Rozlehlé kaskádovitě uspořádané zahrady a sad o výměře 12,4 hektaru leží mezi ulicemi U Vojtěšky, U Větrníku, Na Větrníku, při Markétské ulici a je součástí klášterního komplexu benediktinského arciopatství sv. Vojtěcha a sv. Markéty v Břevnově na Praze 6. Zahrada se nachází v nadmořské výšce od 325 do 368 m n. m. Ze severní strany sousedí s třemi objekty vysokoškolských kolejí Na Větrníku, původním barokním objektem větrného mlýna, přestavěným na bytový dům a penzion s restaurací.

## Historie
Na místě původního prvního mužského kláštera v Čechách (založeného 14. ledna 993 sv. Vojtěchem a knížetem Boleslavem II.) stojí klášterní stavby ze 17. až 1. poloviny 18. století, které zaujímaly střední část rozsáhlých pozemků, polí, luk, zahrad a lesů s potoky, rybníky a několika klášterními vesnicemi na území dnešní Velké Prahy a sousedních obcí.
Roku 1991 byl klášter i se zahradou vyhlášen národní kulturní památkou. Roku 1993 klášter v čele s opatem Anastázem Opaskem, za přítomnosti prezidenta Václava Havla a ministra kultury Pavla Tigrida oslavil milénium svého založení, jež doprovázela velká výstava uměleckých sbírek kláštera a publikace. V roce 2008 se slavilo 1015. výročí založení. Od roku 1990 postupně dostává díky četným rekonstrukcím a opravám čistší ráz. O jeho zachování a úpravy se snaží jak Řád svatého Benedikta, tak také úřad Prahy 6, který se na některých opravách finančně podílí. Rehabilitace této národní kulturní památky v jeho původních hranicích včetně hospodářské části a barokní zahrady byla záměrem městské části Praha 6.
V první polovině 18. století vzniklo také dochované členění barokní klášterní zahrady a sadu. Už tehdy byl upravován terén, založeny terasy a hřbitov. Na ně navazovalo postavení ohradních zdí s branami, hlavních terasových zdí, byla dokončena výstavba pavilonu Vojtěška, domku zahradníka, oranžerie a kaple. Tehdy měla barokní zahrada část veřejnou, klausurní a hospodářskou. Klausurní zahrada přiléhala k budovám ze severu, v její těsné blízkosti byly zahrady užitkové a okrasné jako Šudovka, Kuchyňská, Provizorská, Správcovská, Převorská a Farská. Na třetím nádvoří na západ byl Rajský dvůr. Opakované zábory a plenění kláštera v letech 1743, 1848 a 1870 a hlavně požáry se postaraly o zničení dokladů o výsadbách v těchto zahradách. Rozšiřování obce Břevnov po jejím připojení k Velké Praze v roce 1922 vedlo k zastavování pozemků zahrady z východní a severovýchodní strany, mezi dnešními ulicemi Radimova, Sartoriova a Anastázova.
Hlavní devastaci a zmenšení pozemků znamenalo zrušení kláštera roku 1950, po němž následoval zábor severozápadní části lesoparku, zboření klášterního pivovaru a zasypání jeho rybníka, proražení třídy Pionýrů (dnešní Patočkova), zboření původních ohradních zdí a panelová výstavba bytových domů a studentských kolejí.
V místech pod ohradní zdí kláštera u Markétské ulice byla vestavěna Zahrádkářská kolonie z 60. let 20. století a kvalitní výsadba barokní zahrady a hospodářského zázemí kláštera byla zčásti nahrazena tendenční výsadbou z bříz a náletů. Tento prostor je stejně jako převážná část území nedílnou součástí historického areálu národní kulturní památky Břevnovského kláštera sv. Markéty.

## Od roku 2002 do 2007

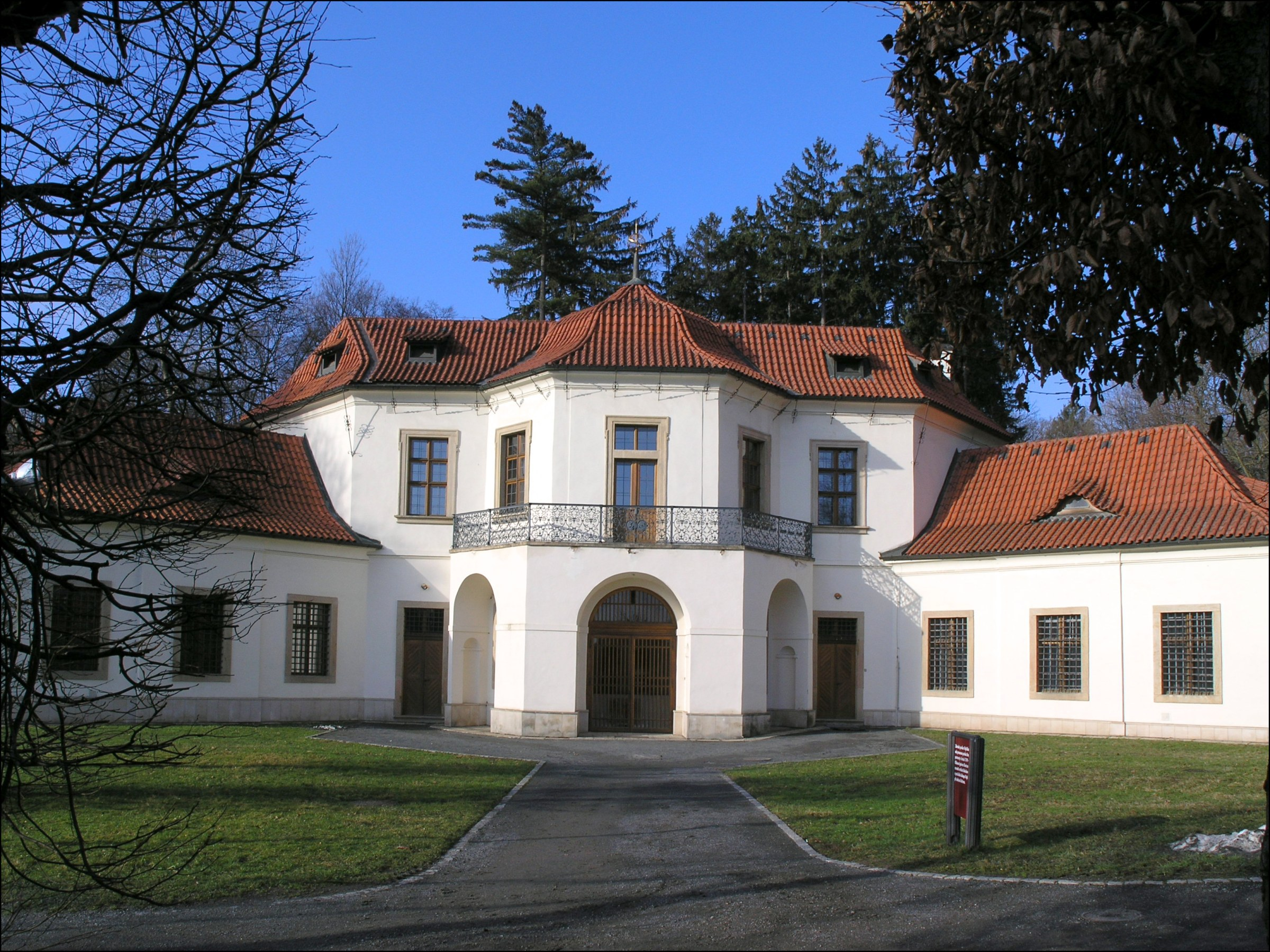
Zahradní pavilon Vojtěška

Studie „Úpravy předpolí břevnovského kláštera sv. Markéty“ ing. arch. D. Tůmové řešila sjednocení různorodých ploch zeleně v jeden organický celek včetně zapojení rušené zahrádkářské kolonie do zahradního komplexu, obnovení barokní urbanistické osy ve vazbě na objekt prelatury, úpravu provizorního parkoviště a revitalizaci biologické složky zahradních ploch s důrazem na řešení problémového stavu břehových porostů. Návrh obnovy vycházel z náznaku historického stavu z období vrcholného baroka a navrhoval zjednodušenou formou rehabilitaci původní zničené podoby klášterního předpolí. Celý prostor byl rozdělen do tří územních částí a s obnovou bylo započato roku 2003. Původní uzavření východní části areálu kláštera je připomenuto v půdorysné stopě parapetní zídkou a mezi ní a hranicí kláštera se nalézá původní barokní užitková zahrada. Malá Markéta – dříve méně udržovaná a zpustlá část vodních ploch i okolní zeleně procházela razantnější úpravou spolu s realizací stromořadí podél barokní cesty. Protékající potok Brusnice vytváří osu celé údolní nivy. V návrhu byla uplatněna úprava s otevřením propustků, které vedou trubkami pod cestami. V krajinářské úpravě se uplatnily dřevěné mostky a lávky. Byla dořešena revitalizace s přirozenější modelací břehů, průběžně byla osazována nová břehová vegetace. Přístupné jsou nejen zahrady, ale i terasy a lesnatá část. Nahlédnout lze i do hřbitova. Vstoupit lze opravenou vstupní branou z Markétské ulice, kterou postavil Kilián Ignác Dientzenhofer roku 1740 a ozdobenou sochami andílků, jejíchž autorem byl Karel Josef Hiernle.
V zahradě stojí opatský letohrádek Vojtěška s pramenem potoka Brusnice, obnovený v předchozích etapách. Nad pramenem gotickou křížovou klenbu, vzácný architektonický detail gotické stavební etapy kláštera. V zahradě se dále nalézá soustava barokních štol, jimiž se do kláštera přiváděla voda, dále terasy a zbytky skleníků. Sochy sv. Benedikta nad vstupní branou a sv. Jana Nepomuckého v severozápadním rohu nádvoří jsou od Karla Josefa Hiernleho, ostatní sochy na fasádě vytvořil Matěj Václav Jäckel.
Terasovitě uspořádaná zahrada má v severní části rozsáhlý ovocný sad, kde jsou ovocné stromy staré přes 60 let. Součástí areálu jsou klášterní zahrady rozdělené na část přístupnou bez omezení, branku zamykanou od 20 hodin do 7 ráno a na část klauzurní, která se pro veřejnost otevírá pouze o víkendech a pro přístup k bohoslužbám. V menší části bývalé oranžerie (skleníku) sídlí v současnosti galerie umění Entrance,, větší část zaujímají kanceláře architektonického ateliéru M1 architekti s. r. o.

## Rekonstrukce z let 2008–2016

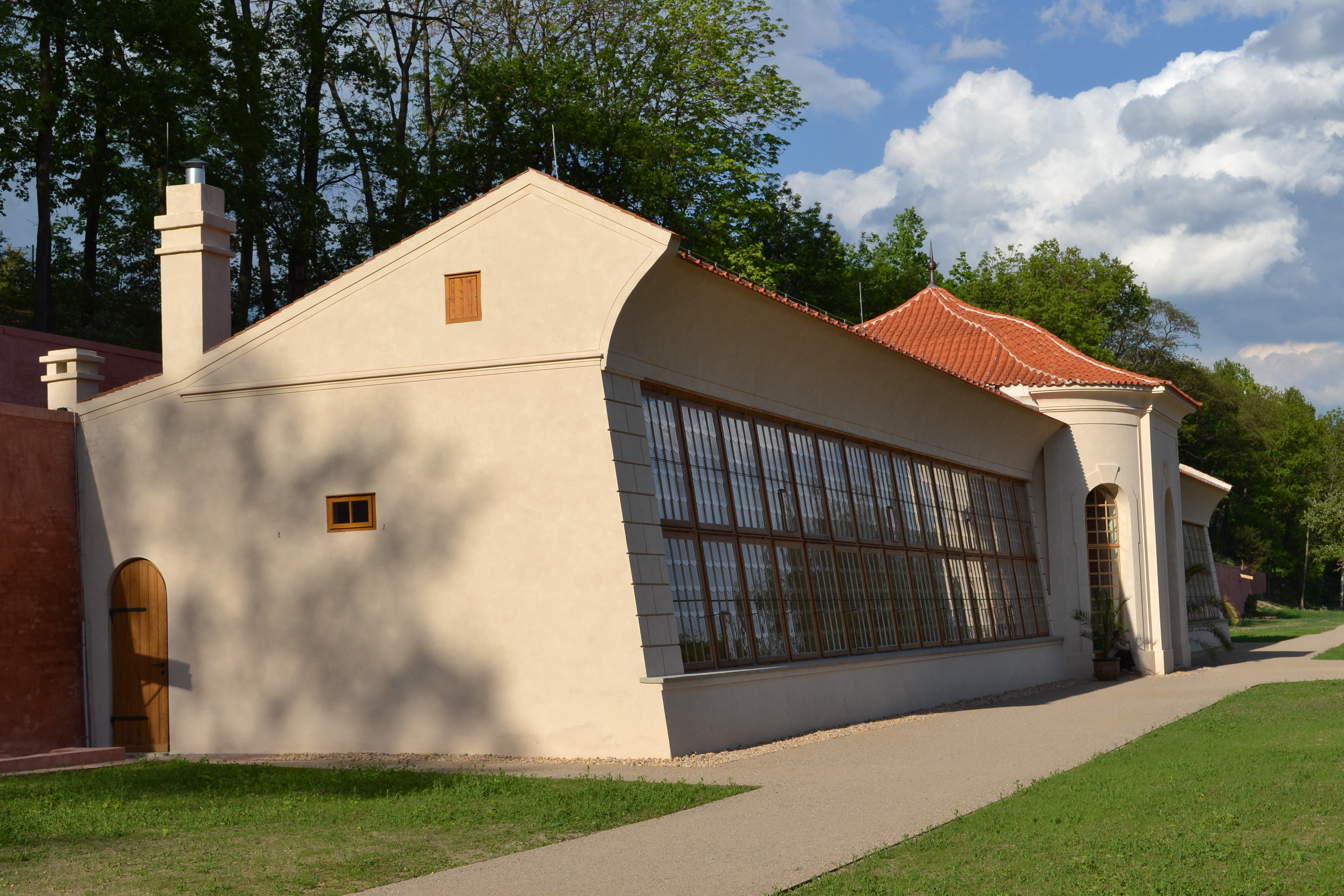
Obnovená oranžerie (foto 2012)

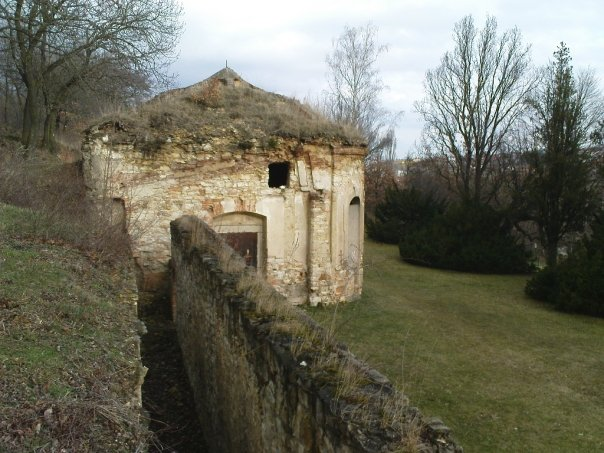
Oranžerie břevnovského sadu před rekonstrukcí, v havarijním stavu (foto 2009)

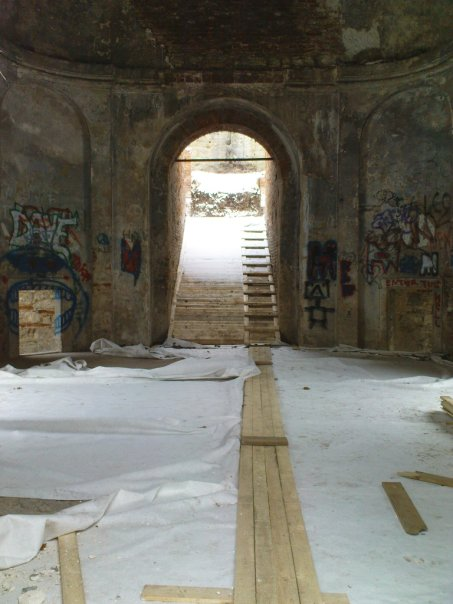
Vnitřek oranžerie před rekonstrukcí (foto 2010)

Úpravy a rekonstrukce se uskutečnily ve dvou etapách. Architekti Pavel Joba, Jan Hájek a Jakub Havlas vycházeli z inspirace starším projektem svého pedagoga, prof. Milana Pavlíka, který od 90. let do roku 2005 držel památkový dozor nad úpravami klášterních staveb a vytvořil první studii na rekonstrukci oranžerie. První etapa rekonstrukce zahrad a oranžerie byla dokončena v květnu 2012. Opraveny byly:
- oranžerie a masivní cihelné terasové stěny,[6]
- schodiště, mlatová cesta na třetí terase a vodní rezervoár s fontánou,
- zahradní gloriet Josefka s výsadbou habrového špalíru,
- barokní sýpka s kavárnou a obchodem,
- horní sad s masivními ohradními stěnami; výsadbu ovocných stromů zde realizoval Český svaz ochránců přírody s finančním přispěním hlavního města Prahy,
- parková cesta, terénní schodiště a veřejné osvětlení.[7]

Areál je nadále nazýván "Břevnovská klášterní zahrada a sad", jsou v něm rozmístěny informační cedule, stromy jsou na kmenech opatřeny informačními štítky s pořadovým číslem stromu, označením jeho druhu a odrůdy, kromě ovocných stromů byly nově vysazeny také okrasné stromy, například kaštany.

## Galerie

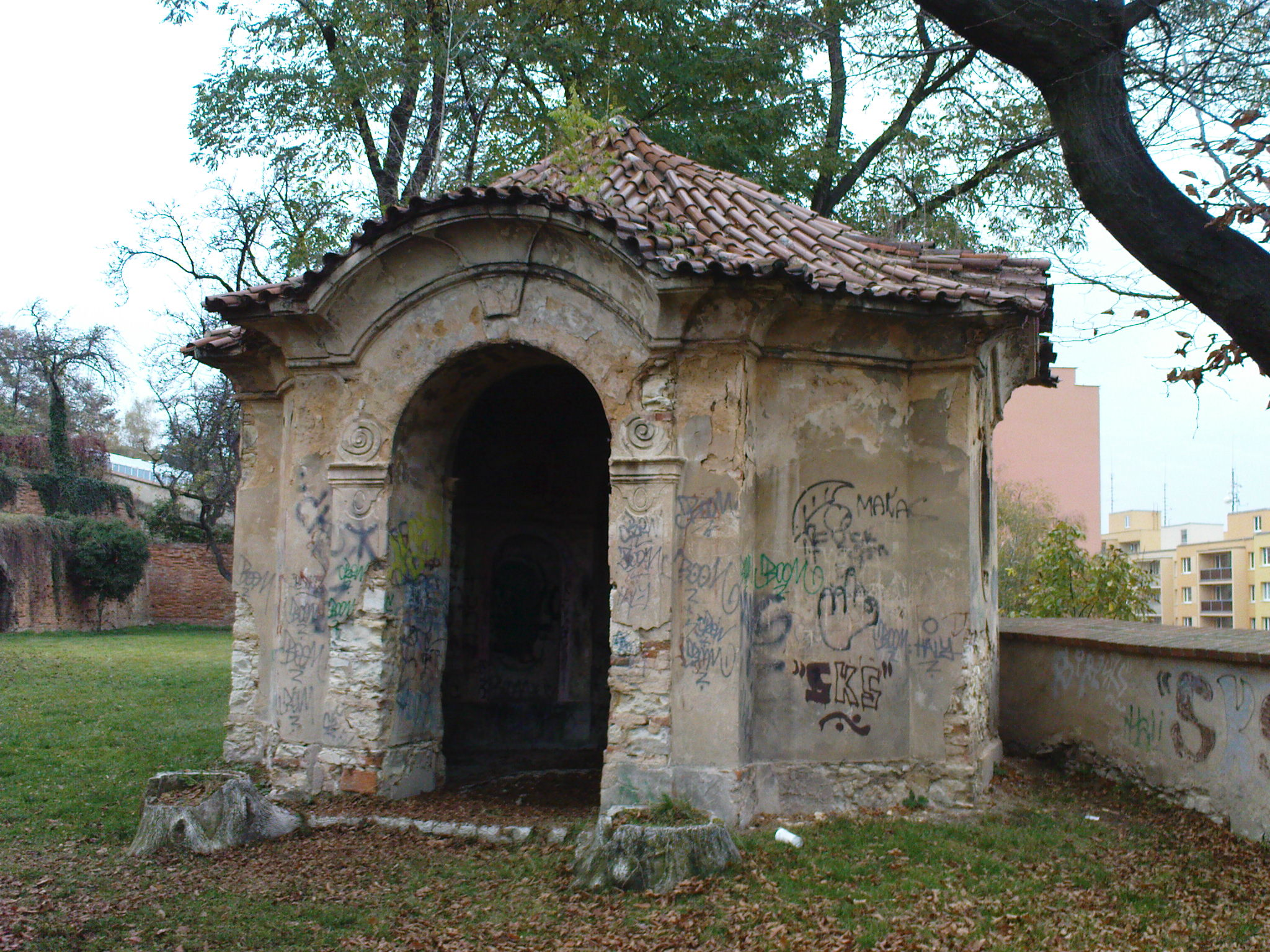
Gloriet Josefka v Břevnovské zahradě v dezolátním stavu (foto 2008)
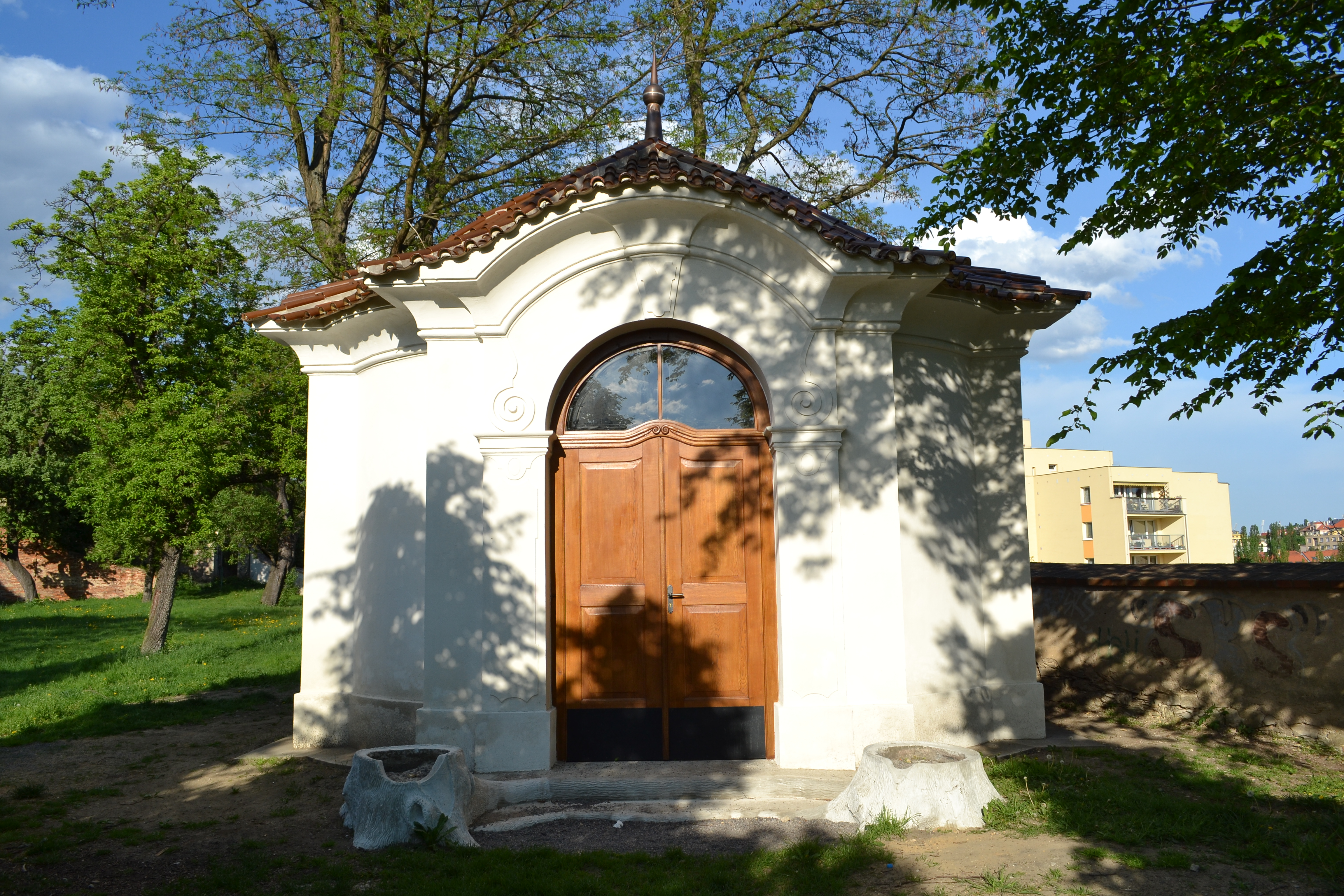
Josefka po rekonstrukci (foto 2012)
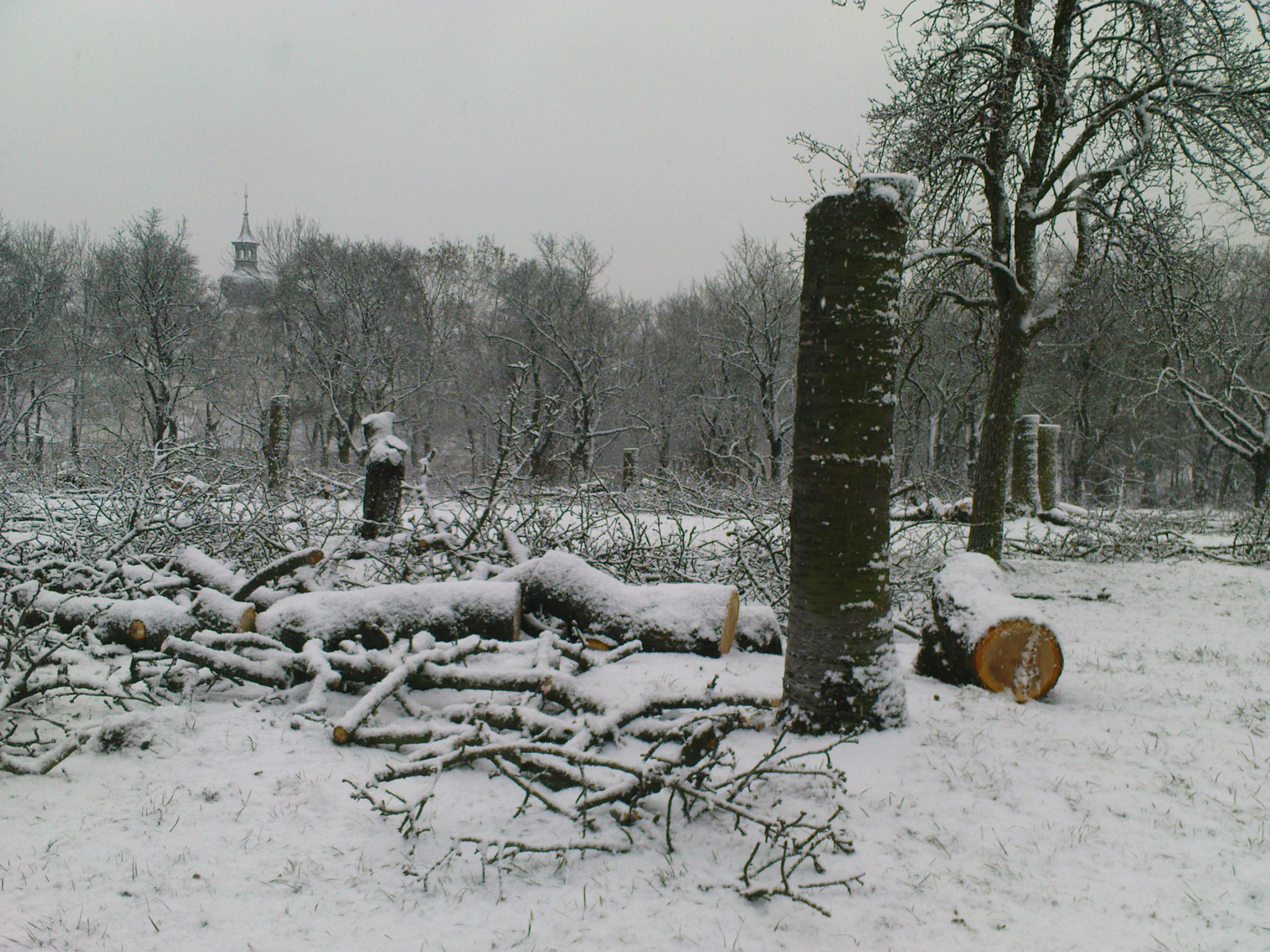
Všech asi tisíc přestárlých ovocných stromů mělo být podle záměru pokáceno a nahrazeno novými[8][9] (kácení v lednu 2011)